# Ерековци
Ерековци (на македонска литературна норма: Ерековци) е село в южната част на Северна Македония, община Прилеп.

## География
Селото е разположено в областта Пелагония.

## История
В XIX век Ерековци е смесено село в Прилепска кааза на Османската империя. В „Етнография на вилаетите Адрианопол, Монастир и Салоника“, издадена в Константинопол в 1878 година и отразяваща статистиката на населението от 1873 година, Елеклер (Eleklère) е посочено като село с 61 домакинства със 189 жители мюсюлмани, 85 българи и 5 цигани.
Според статистиката на Васил Кънчов („Македония. Етнография и статистика“) от 1900 година Ерековци има 478 жители, от тях 110 българи християни, 360 турци и 8 цигани.
На Етнографската карта на Битолския вилает на Картографския институт в София от 1901 година Ерековци е смесено село българи, албанци и турци в Прилепската каза на Битолския санджак с 60 къщи.
В началото на XX век българското население на селото е под върховенството на Българската екзархия. По данни на секретаря на екзархията Димитър Мишев („La Macédoine et sa Population Chrétienne“) през 1905 година в Ероковци има 110 българи екзархисти.
Според Димитър Гаджанов в 1916 година в Ерековци живеят 425 турци и 129 българи.
Според преброяването от 2002 година селото има 385 жители, от които 382 северномакедонци, един сърбин и двама други.